# Tabiona (Utah)
Tabiona es una localidad del condado de Duchesne, estado de Utah, Estados Unidos. Según el censo de 2000 la población era de 149 habitantes.

## Geografía
Tabiona se encuentra en las coordenadas 40°21′14″N 110°42′39″O / 40.35389, -110.71083.
Según la oficina del censo de Estados Unidos, la localidad tiene una superficie total de 0,3 km². No tiene superficie cubierta de agua.
- Datos: Q482429
- Multimedia: Tabiona, Utah / Q482429